# Boyd Tinsley
Boyd Tinsley (nascido em 16 de maio de 1964, em Charlottesville, Virgínia) é um violinista americano ex-integrante da banda também americana Dave Matthews Band.
Inicialmente aprendeu a tocar violino clássico, por ter acidentalmente se inscrito em uma aula de orquestra. Ele considerou seriamente a possibilidade de tornar-se um virtuoso no instrumento até que começou a explorar novos tipo de música. No começo dos anos 90 ele formou a Boyd Tinsley Band, que durou pouco tempo. A banda lançou dois álbuns, sem alcançar muito sucesso.
Em 2003 Tinsley lançou um álbum solo, True Reflections, contendo, entre outras, a faixa título que fora composta mais uma década antes.

## Encontro com Dave Matthews
Tinsley encontrou Dave Matthews pela primeira vez em Charlottesville, onde Matthews trabalhava como garçom e tocava em pequenos clubes da cidade. "Eu sabia que Dave Matthews Band era um projeto especial", disse Tinsley em entrevista para a Defy Magazine. Uma noite Matthews foi a uma festa da fraternidade onde Tinsley tocava. Matthews ficou tão impressionado com o som que Tinsley tirava do instrumento que convidou o violinista para tocar a demo de "Tripping Billies", gravado em 1991. A partir desse momento Tinsley tornou-se um membro oficial da banda Dave Matthews Band.